# Басинский, Павел Валерьевич
Па́вел Вале́рьевич Баси́нский (род. 14 октября 1961, Фролово, Волгоградская область) — российский писатель, литературовед и литературный критик. Кандидат филологических наук. Член Союза российских писателей (1993). Входит в постоянное жюри премии А. Солженицына (1997) и жюри литературной премии «Ясная Поляна» (2003). Автор наиболее полной неподцензурной биографии Максима Горького, изданной в 2005 году, и биографии Льва Толстого (2016). Лауреат Государственной премии РФ (2018).

## Биография
Учился на отделении иностранных языков Саратовского университета, окончил Литературный институт имени Горького (1986; семинар критики Всеволода Сурганова) и аспирантуру при нём, защитил кандидатскую диссертацию по теме «Ранний Горький и Ницше: мировоззренческие истоки творчества М. Горького 1892—1905 гг.» (1998). Работает в Литературном институте (1986—1995, доцент с 2010).
С 1981 года печатался как критик в «Литературной газете», журналах «Новый мир», «Октябрь», «Знамя», «Дружба народов», «Наш современник». Обозреватель отдела культуры «Российской газеты». Член жюри литературной премии «Ясная Поляна».
Составил сборники произведений Максима Горького, Леонида Андреева, Осипа Мандельштама, Михаила Кузмина; антологии «Деревенская проза»: В 2 тт. (М.: Слово, 2000), «Русская проза 1950—1980 гг.»: В 3 тт. (М.: Слово, 2000), «Проза второй половины XX века»: В 3 тт. (М.: Слово, 2001), «Русская лирика XIX века» (М.: Эксмо-Пресс, 2009).
В 1993 году вышла первая книга: сборник статей и рецензий «Сюжеты и лица» (М., 1993). В соавторстве с Сергеем Федякиным написал книгу: «Русская литература конца XIX — начала XX века и первой эмиграции» (М., 1998). Лауреат премии «Антибукер» в номинации «Луч света».
В 2008 году предпринял литературный эксперимент — создание универсального русского романа. Книга «Русский роман, или Жизнь и приключения Джона Половинкина» претендует на объединение в себе различных жанров и разновидностей романа: детектива, любовной истории, мистического романа, политического романа, приключенческого романа и так далее. Основные составляющие романа, по мнению Басинского, — герой и интрига.
23 ноября 2010 года книга «Лев Толстой: бегство из рая» была отмечена первым местом в Национальной литературной премии «Большая книга».
В 2014 году был удостоен премии Правительства Российской Федерации в области культуры за книгу «Святой против Льва. Иоанн Кронштадтский и Лев Толстой: история одной вражды».
В 2018 году вышел фильм режиссёра Авдотьи Смирновой «История одного назначения», основой к которому послужила одна из глав его книги «Святой против Льва. Иоанн Кронштадтский и Лев Толстой. История одной вражды». Работа была отмечена премиями «Кинотавр», «Ника» и «Золотой орёл» за лучший сценарий (А. Смирнова, А. Пармас, П. Басинский).
Автор текста «Тотального диктанта» 2019 года.

## В массовой культуре

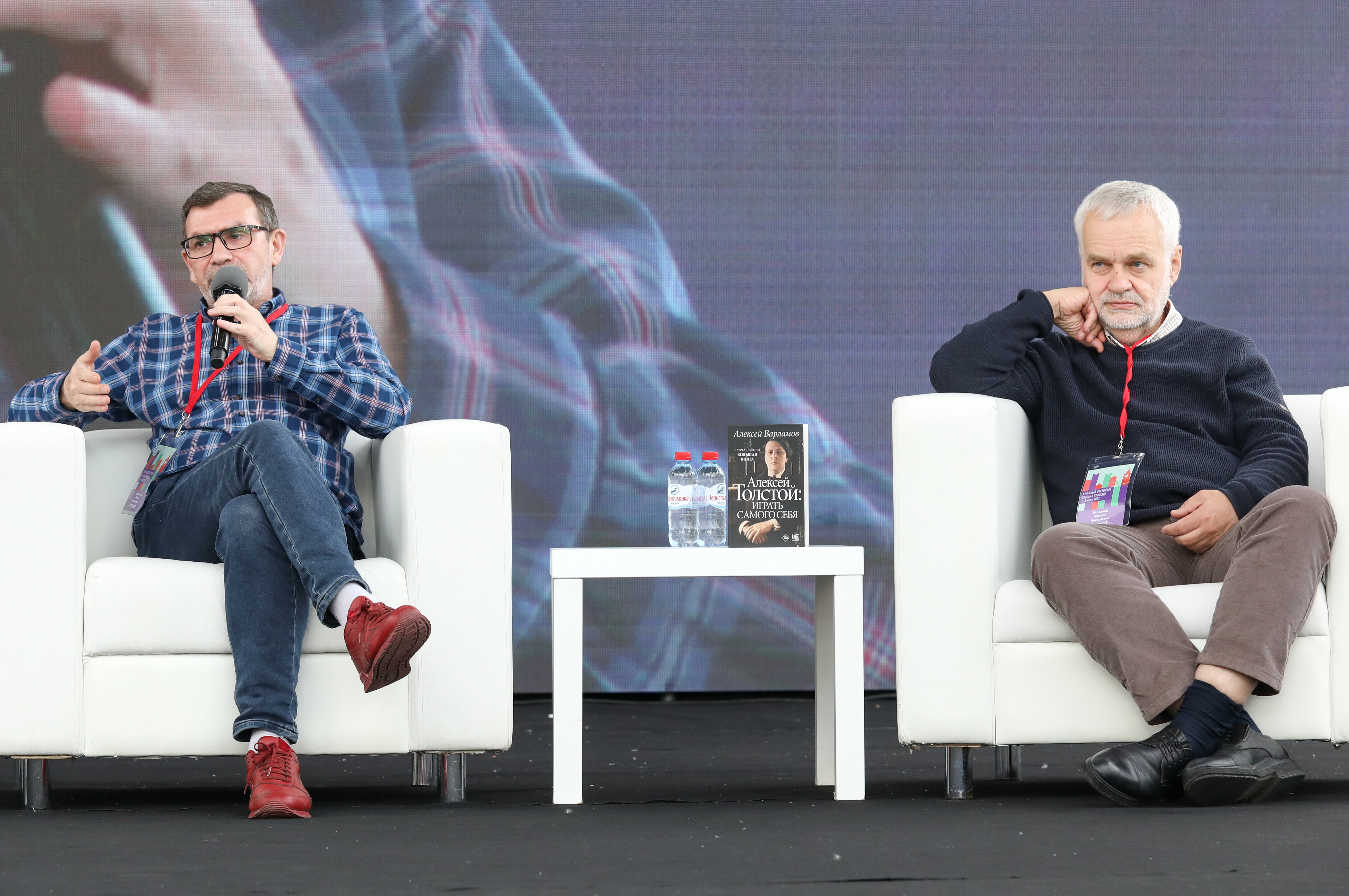
Павел Басинский и Алексей Варламов на книжном фестивале «Красная площадь» — 2023

Введён Виктором Пелевиным под именем Бесинский в рассказ «Краткая история пэйнтбола в Москве» и в роман «Generation „П“», в котором представлен в неблагоприятном виде. В свою очередь, Басинский изобразил Пелевина в «Русском романе» как модного писателя Виктора Сорнякова, автора книги «Деникин и Ничто». Под именем Павло Басиня фигурирует в повести Владимира Сорокина «День опричника». В повести Георгия Панкратова «Дебют», посвященной одноименной премии, введён под фамилией Колбасинский в качестве председателя жюри, ломающего судьбу молодого литератора. В критической статье Лев Рыжков называет роман Басинского «Любовное чтиво» «расхлябанной прозой лауреата».

## Личная жизнь
С 2023 года женат на Екатерине Барбаняге (род. 1990).

## Награды и премии
- За вклад в развитие отечественной литературы в 2019 году удостоен Государственной премии за 2018 год в области литературы и искусства[15]. В 2020 году стал лауреатом премии имени А. И. Герцена[16].
- В 2022 году стал лауреатом премии «Большая книга» за роман «Подлинная история Анны Карениной»[17], кроме того, роман получил приз читательских симпатий, учреждённый премией[18]. На 2023 год запланирован выход экранизации романа — шестисерийного документального сериала «Каренина»[19].
- Орден «За заслуги в культуре и искусстве» (8 февраля 2024 года) — за большой вклад в развитие отечественной культуры и искусства, многолетнюю плодотворную творческую деятельность[20].